# Ramonville-Saint-Agne

Ramonville-Saint-Agne este o comună în departamentul Haute-Garonne din sudul Franței. În 2009 avea o populație de 11.588 de locuitori.

## Evoluția populației
| An        | 1975  | 1982   | 1990   | 1999   | 2006   | 2009   |
| --------- | ----- | ------ | ------ | ------ | ------ | ------ |
| Populație | 8.699 | 10.561 | 11.834 | 11.696 | 11.738 | 11.588 |